# Augusto César Sandino
Augusto Nicolás Calderón Sandino (Niquinohomo, 18 de mayo de 1895-Managua, 21 de febrero de 1934), más conocido como Augusto C. Sandino, fue un guerrillero, patriota y revolucionario nicaragüense.
Augusto  Sandino fue líder de la resistencia nicaragüense contra el ejército de ocupación estadounidense en Nicaragua. Su lucha guerrillera logró que las tropas de los Estados Unidos salieran del país, no sin antes crear la Guardia Nacional y poner a su frente al general Anastasio Somoza García.
Sandino fue ejecutado en 1934 por la Guardia Nacional del general Anastasio Somoza García, quien tomó el poder mediante un golpe de estado dos años después. Tras ser elegido presidente por un margen abrumador en 1936, Somoza García retomó el control de la Guardia Nacional e instauró una dictadura, con la dinastía familiar Somoza gobernando Nicaragua durante más de 40 años. El legado político de Sandino fue reivindicado por el Frente Sandinista de Liberación Nacional (FSLN), que derrocó al gobierno de Somoza en 1979 y se afianzó en el poder durante más de 40 años.
Se le considera Héroe Nacional de Nicaragua y se le llama «General de Hombres Libres». Sus ideales Liberales y enseñanzas fueron retomados años más tarde en la fundación del grupo marxista-leninista Frente Sandinista de Liberación Nacional (FSLN) por Carlos Fonseca Amador, junto a otros compañeros.

## Biografía

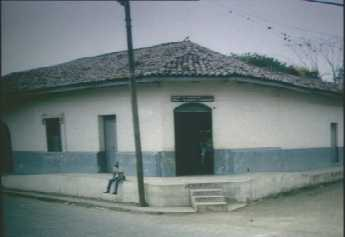
Casa natal de Augusto Calderón Sandino en Niquinohomo.

Augusto Nicolás Calderón de Sandino nació en Niquinohomo, departamento de Masaya en la República de Nicaragua, el 18 de mayo de 1895, hijo ilegítimo de Gregorio Sandino, un adinerado cultivador de café, y Margarita Calderón,  sirvienta de la plantación de su padre de origen indio. En 1904, a la edad de 9 años, su madre le  envía a vivir con su abuela materna. Más tarde va a vivir con la familia de su padre, donde trabaja como peón de la plantación para ganar su hospedaje.
En julio de 1912, a los 17 años, presenció la primera intervención de las tropas estadounidenses en Nicaragua, frente a una sublevación liberal-conservadora en contra del presidente Adolfo Díaz Recinos, que contaba con el apoyo de Estados Unidos. El general liberal Benjamín Zeledón (originario de La Concordia) murió en combate el 4 de octubre al ser desalojadas sus fuerzas de la fortaleza de El Coyotepe luego de feroces combates en La Barranca, ambos sitios estratégicamente ubicados en la entrada de la ciudad de Masaya. El general Zeledón fue fusilado por las tropas norteamericanas y conservadoras. El joven Sandino quedó impresionado con la imagen del patriota, cuyo cadáver era llevado en una carreta de bueyes por los Infantes de Marina de Estados Unidos para ser sepultado en el pueblo de Catarina.
Árbol genealógico de Augusto Sandino
|  |                                     |  |  |  |  |  |  |  |  |  |  |  |  |  |  |  |
|  | 8. Aparicio Sandino (España).       |  |  |  |  |  |  |  |  |  |  |  |  |  |  |  |
|  |                                     |  |  |  |  |  |  |  |  |  |  |  |  |  |  |  |
|  |                                     |  |  |  |  |  |  |  |  |  |  |  |  |  |  |  |
|  | 4. Santiago Sandino Castillo        |  |  |  |  |  |  |  |  |  |  |  |  |  |  |  |
|  |                                     |  |  |  |  |  |  |  |  |  |  |  |  |  |  |  |
|  |                                     |  |  |  |  |  |  |  |  |  |  |  |  |  |  |  |
|  | 9. Apolonia Castillo (Nicaragua).   |  |  |  |  |  |  |  |  |  |  |  |  |  |  |  |
|  |                                     |  |  |  |  |  |  |  |  |  |  |  |  |  |  |  |
|  |                                     |  |  |  |  |  |  |  |  |  |  |  |  |  |  |  |
|  | 2. Gregorio Sandino López           |  |  |  |  |  |  |  |  |  |  |  |  |  |  |  |
|  |                                     |  |  |  |  |  |  |  |  |  |  |  |  |  |  |  |
|  |                                     |  |  |  |  |  |  |  |  |  |  |  |  |  |  |  |
|  | 5. Agustina López Oviedo            |  |  |  |  |  |  |  |  |  |  |  |  |  |  |  |
|  |                                     |  |  |  |  |  |  |  |  |  |  |  |  |  |  |  |
|  |                                     |  |  |  |  |  |  |  |  |  |  |  |  |  |  |  |
|  | 1. Augusto Nicolás Calderón Sandino |  |  |  |  |  |  |  |  |  |  |  |  |  |  |  |
|  |                                     |  |  |  |  |  |  |  |  |  |  |  |  |  |  |  |
|  |                                     |  |  |  |  |  |  |  |  |  |  |  |  |  |  |  |
|  | 3. Margarita Calderón Ruiz          |  |  |  |  |  |  |  |  |  |  |  |  |  |  |  |
|  |                                     |  |  |  |  |  |  |  |  |  |  |  |  |  |  |  |
|  |                                     |  |  |  |  |  |  |  |  |  |  |  |  |  |  |  |

### Salida de Nicaragua
En 1921 en una reyerta,  hirió de bala a Dagoberto Rivas, hijo de un destacado conservador del pueblo, a causa de unos comentarios que había hecho sobre su madre. Huyendo de la ley y de una posible venganza de la familia de Rivas, Sandino viajó a la costa Caribeña de Nicaragua y después a Honduras, donde trabajó como empleado en un ingenio de azúcar. En 1923 se traslada a Guatemala, donde trabajó en las plantaciones de la United Fruit Company, y finalmente a México a la localidad de Cerro Azul en Veracruz, donde fue empleado por empresas petroleras establecidas en esa región.
Durante su estadía en México comenzó a tomar parte en diversos grupos: francmasones, antiimperialistas, anarquistas y comunistas revolucionarios. Aunque recibió una fuerte influencia del anarcosindicalismo mexicano, Sandino se convirtió en un ferviente defensor del nacionalismo y sobre todo del antiimperialismo, en particular en la resistencia contra la ocupación estadounidense de Nicaragua.

### Inicio de su lucha armada

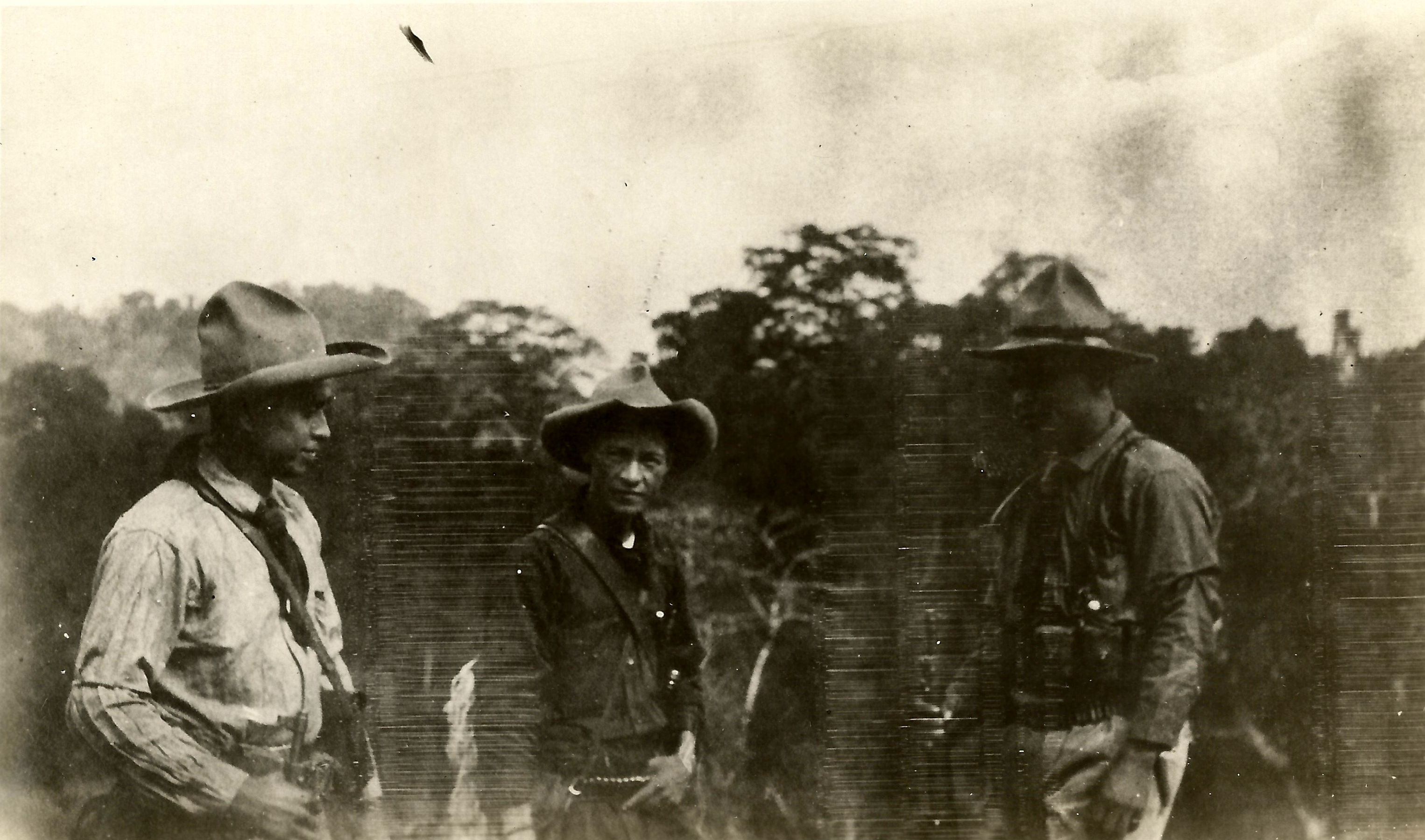
Sandino y sus hermanos (circa 1928)

Después del retiro de las tropas estadounidenses en agosto de 1925 y tras el vencimiento de su pena en 1926, Sandino regresó a Nicaragua el 10 de junio. Se dirigió primero hacia su pueblo natal, Niquinohomo, con la intención de iniciar un negocio, pero su proyecto fue frustrado por Dagoberto Rivas, entonces alcalde del pueblo. Sandino se vio forzado a abandonar nuevamente su pueblo natal, dirigiéndose hacia el Norte, a los departamentos de Nueva Segovia, Madriz, Jinotega y Estelí, llamados comúnmente «Las Segovias», consiguiendo empleo en el almacén de la mina de San Albino, en municipio de El Jícaro.

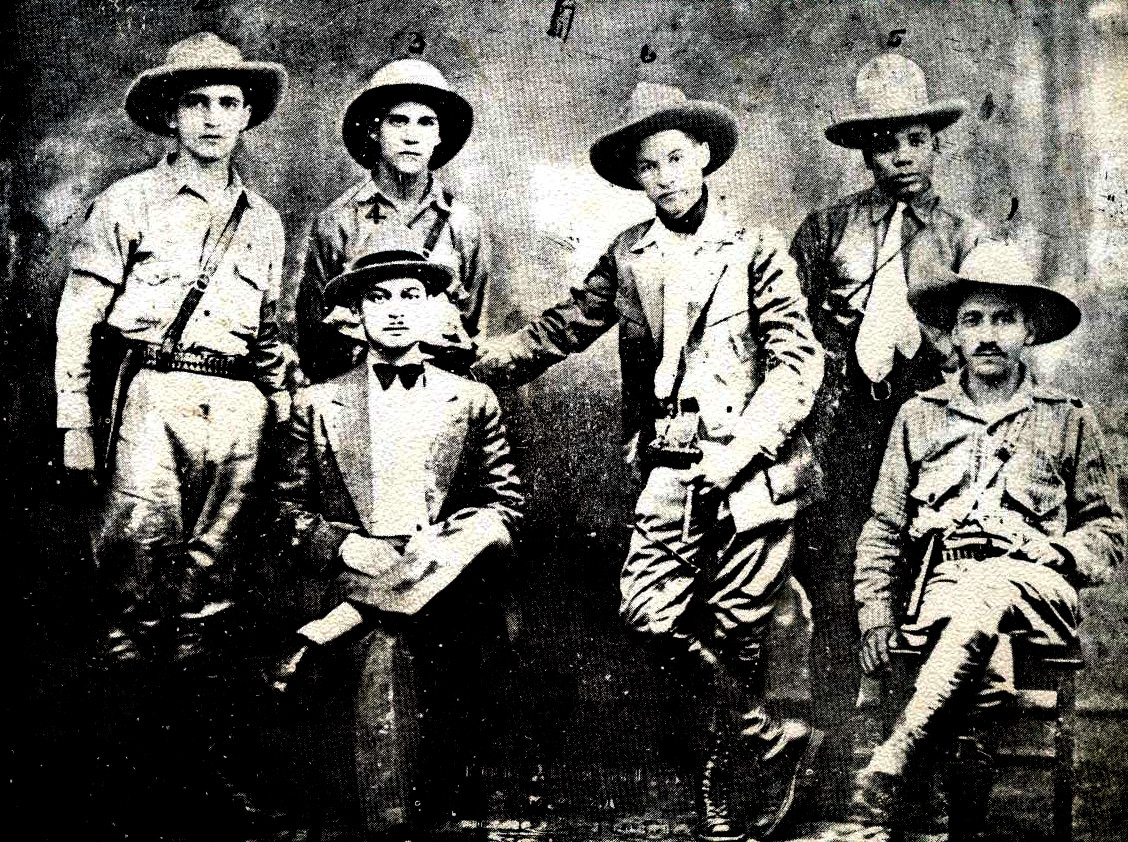
Esta foto muestra a la Legión Latinoamericana, la Brigada Internacional, los otros revolucionarios de la región que se unieron al general Sandino en su guerra contra los ocupantes coloniales estadounidenses. De izquierda a derecha; Rubén Ardilla Gómez, José paredes, Augusto Sandino, Gregorio Urbano Gilbert; Sentados Sócrates Sandino y Agustín Farabundo Martí.

En ese contexto, el 17 de enero de 1926, el caudillo conservador Emiliano Chamorro había dado un golpe de Estado al presidente Carlos José Solórzano (del Partido Conservador), quien entrega el poder a su vicepresidente constitucional, Juan Bautista Sacasa (del Partido Liberal). Chamorro obliga a renunciar a Sacasa y asume el poder. Los liberales reclaman que de acuerdo con la constitución, la presidencia corresponde al vicepresidente Sacasa y para amparar esta demanda provocan en Puerto Cabezas un primer levantamiento en la Costa Atlántica, que rápidamente es copado por barcos de guerra norteamericanos en mayo de 1926, pero no consiguen detener la gradual organización de un Ejército Liberal Constitucionalista.
En medio de esta situación, Sandino procuró incorporarse al Ejército Liberal Constitucionalista. En un primer momento, Sandino con un pequeño grupo de hombres se dirigió hacia Puerto Cabezas, donde ayudados por unas prostitutas, recogieron del agua un buen lote de armas y municiones que habían sido quitadas a Juan Bautista Sacasa (los marines no las habían destruido, sino que se habían limitado a arrojarlas al mar). Luego Sandino acude a Prinzapolka donde José María Moncada, general en jefe del Ejército Liberal del Atlántico, pero este, receloso de Sandino, le negó el uso de esas armas aunque luego se las devolvió. Hecho esto, Sandino y sus hombres emprenden el viaje a Las Segovias (su zona de operaciones) viajando en pipante por las aguas del río Coco. Sandino se alzó en armas el 26 de octubre de 1926 liderando a un grupo de mineros de la mina de San Albino, organizando a su grupo de hombres que llegaron a ser conocidos como "Los Montañeses", quienes atacaron el cuartel conservador en El Jícaro el 2 de noviembre de 1926.
A su vez EE. UU. no reconocen a Emiliano Chamorro y lo obligan a renunciar, siendo sustituido el 11 de noviembre de 1926 por Sebastián Uriza y este a su vez, por Adolfo Díaz, el 14 de noviembre de 1926. Los liberales no aceptan la violación flagrante de la Constitución, por parte de los conservadores y los estadounidenses, y emprenden una nueva guerra civil, conocida como Guerra Constitucionalista (1926-1927), reclamando el regreso de Juan Bautista Sacasa al poder, usando como base de operaciones la ciudad de Puerto Cabezas en el departamento de Zelaya.

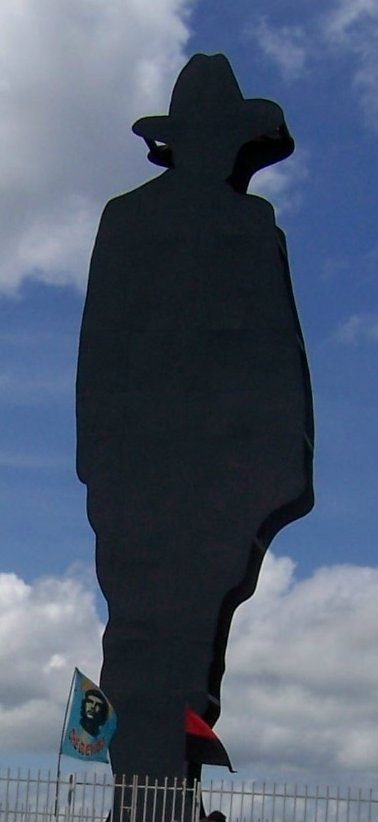
Silueta del general Sandino, en la Loma de Tiscapa (Managua), creada por el sacerdote y escultor Ernesto Cardenal.

A mediados de enero de 1927, el Ejército Liberal de Occidente, bajo el mando de su general en jefe Francisco Parajón, entabla combate con las tropas del general Alfredo Noguera Gómez en la zona de León y Chinandega, en un claro intento de desgastarlas y desarticular la mayor concentración de tropas gubernamentales en el Occidente del país, lo cual logran tras encarnizadas batallas. Poco después, en un exitoso operativo de despliegue, los liberales toman el poblado de El Maniadero, y comprometen las posiciones gubernamentales en la ciudad de Chinandega.
Finalmente, el 6 de febrero, los liberales tienden un cerco alrededor de Chinandega con el objetivo de sitiarla. Durante la maniobra, las tropas gubernamentales son puestas en fuga luego de cruentos combates. Poco después, los liberales estrechan el cerco sobre Chinandega hasta romper sus defensas y tomarla, no sin antes librar una encarnizada batalla cuadra por cuadra, que deja innumerables muertos y heridos en ambos bandos. Ese mismo día, el presidente Nicaragüense autoriza al Mayor James J. Meade para que sus marines releven a las tropas Constabularias en la defensa de Managua, ya que con la caída de Chinandega, la capital quedaba seriamente amenazada.
Chinandega fue recuperada por los Constabularios luego de varios días de cruentos combates, y la destrucción casi total de la ciudad. El 19 de febrero, una compañía de marines ocupó la ciudad, trayendo con ellos gran cantidad de alimentos y medicinas.
Para entonces, el número de marinos estadounidenses en Nicaragua había ascendido a 5000 y 464 oficiales norteamericanos se encontraban en el territorio participando activamente en los conflictos internos de Nicaragua. [cita requerida]
Después de un exitoso bautismo de fuego en Las Segovias, Sandino es reconocido en filas del Ejército Liberal Constitucionalista por los jefes militares liberales, designado general en jefe del Ejército Liberal de Las Segovias, convertida en base de su zona de operaciones hasta llegar a controlar Jinotega el 28 de marzo de 1927. Sandino alcanza varias victorias sobre las tropas conservadoras, lo que a su vez atrajo efectivos a su columna, la llamada Columna Segoviana, que en su momento llegó a contar con 800 hombres de caballería. En parte gracias a los triunfos de Sandino, los liberales tomaron la iniciativa en la guerra y empezaron el avance general hacia el Pacífico.
Viendo que ahora el peligro de una intervención directa de EE. UU. contra los liberales es inminente, el jefe del ejército liberal, José María Moncada, decide pactar. Los estadounidenses envían un representante plenipotenciario, Henry L. Stimson (quien años después será Secretario de Estado del presidente Herbert Hoover) y Moncada, quien ya tenía control sobre casi todo el país, se rinde a la entrada de Managua (en Tipitapa). Aceptó la continuidad del gobierno conservador hasta las elecciones de 1928, en las que él (y no Sacasa) será el candidato liberal (en una flagrante traición a quien en teoría era su jefe). A este acuerdo firmado el 4 de mayo se le denominaría Pacto del Espino Negro.
Los únicos que se niegan a reconocer el ignominioso 'tratado de paz' fueron Sequeira en Chinandega y Sandino en Nueva Segovia. Sandino se opuso a la paz impuesta por las fuerzas de ocupación y se retira al inexpugnable cerro El Chipote, donde tenía su base principal y como respuesta a la acción tomada por Moncada, Sandino manifestó una de sus más célebres frases: «No me vendo, ni me rindo. Yo quiero patria libre o morir». Enarbolando ahora una bandera roja (liberal) a la que decidió agregarle una franja negra, simbolizando con esto que la lucha sería hasta conseguir la libertad o la muerte.

### La guerra de Sandino contra los ocupantes estadounidenses

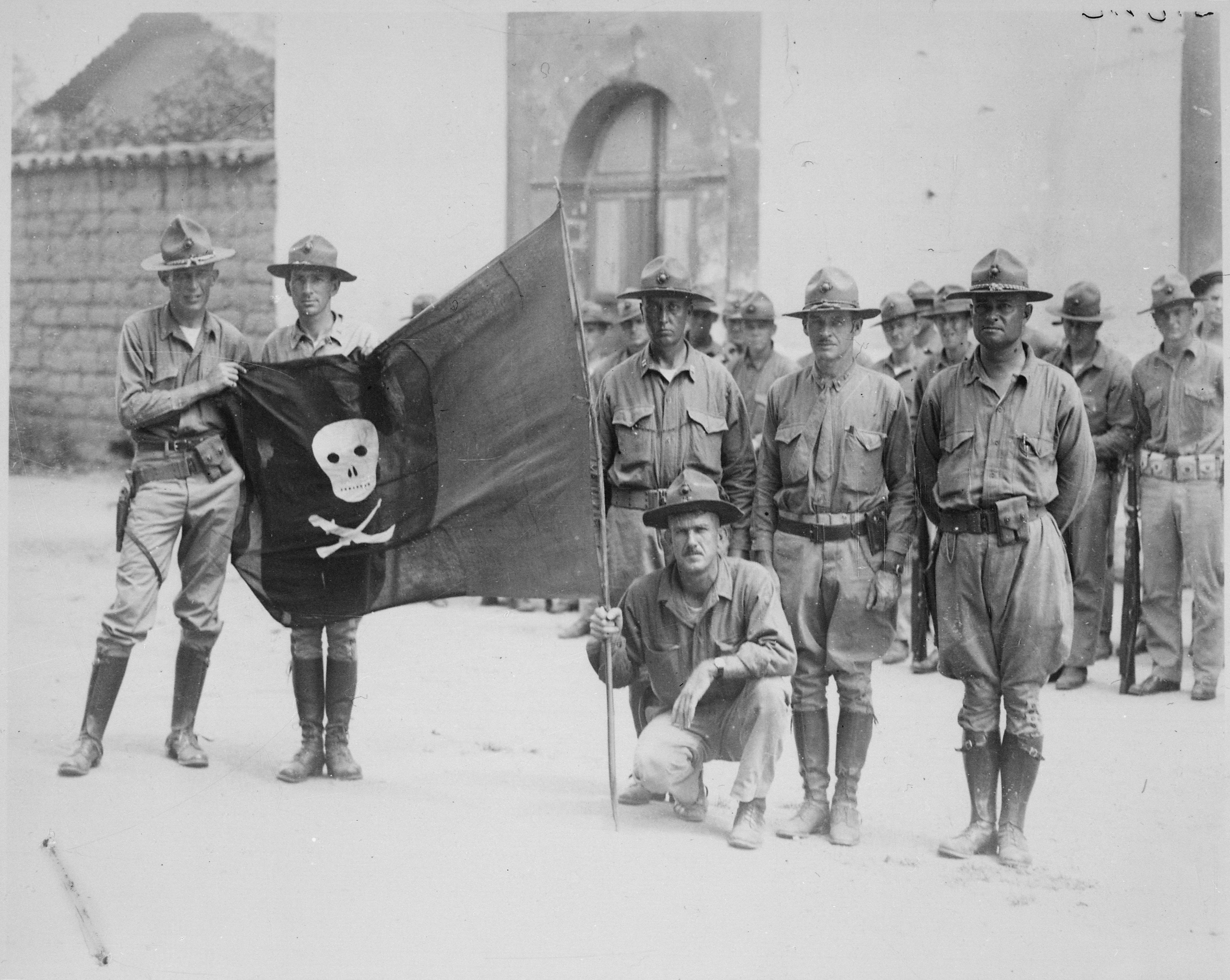
La bandera de general Sandino, capturada por Marines estadounidenses en el año 1932.

Con apenas veintinueve hombres (eran 30 con él) y 40 fusiles, Sandino inicia una guerra nacional contra el invasor estadounidense y los gobiernos entreguistas de Díaz y Moncada; animando primero a los campesinos neosegovianos y luego a todos los nicaragüenses a la lucha armada.

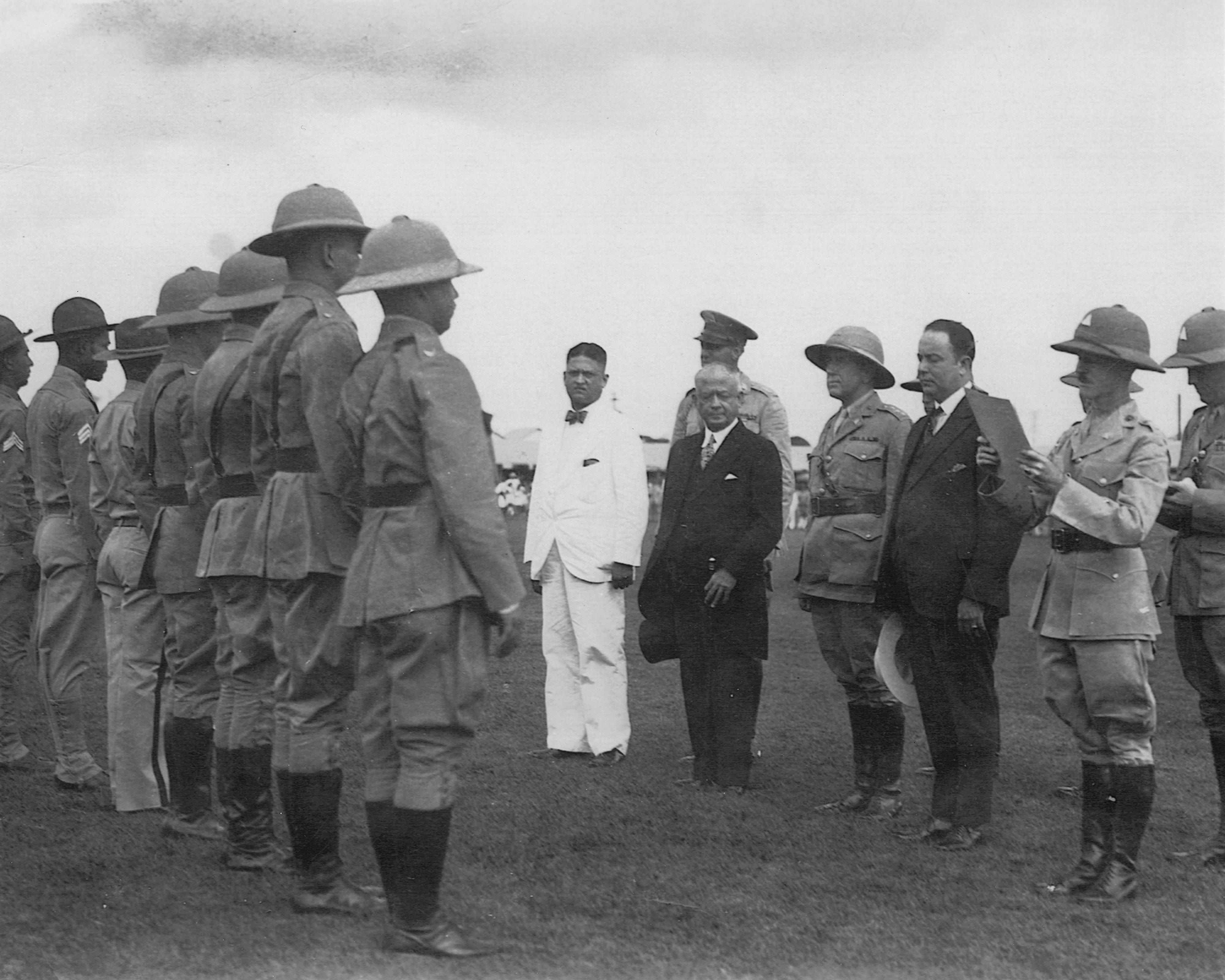
Revisión de la Marina de los EE. UU. por el presidente José María Moncada Tapia y el general Anastasio Somoza García

En la histórica batalla de Ocotal acaecida el día 16 de julio de 1927, donde Sandino, después de tomar casi toda la ciudad y obligar a los marines y a los Guardias Nacionales a atrincherarse en las dos manzanas centrales, es forzado a la retirada luego de que sus tropas fueran diezmadas por aviones de la marina estadounidense que bombardean y ametrallan la ciudad. Sandino se retiró sin mayores problemas, mientras la población civil de Ocotal sufría el primer bombardeo aéreo por un escuadrón de aviones de la historia de la aviación militar; hacía tan solo seis meses antes que la ciudad de Chinandega había sufrido el primer bombardeo aéreo de Centroamérica durante la batalla de Chinandega.
En este primer combate, Sandino fue derrotado por el entrenamiento y poder de fuego de los marines. Esto fue aleccionador para él, decidió emplear a partir de ese momento la guerra de guerrillas.
El 2 de septiembre de 1927 Sandino, a través de un manifiesto, le da un giro a su lucha: ya no se trata de una guerra civil, sino una lucha entre patriotas e invasores; pues tanto conservadores como liberales habían pedido la intervención de los marines estadounidenses. Como consecuencia de esto, en las calles, las personas solían decir: «Cinco liberales y cinco conservadores suman diez bandidos».
Poco a poco Sandino incrementó sus efectivos, hasta llegar a ser unos 6000, quienes conformaban el llamado Ejército Defensor de la Soberanía Nacional (EDSN); que buscaba combatir a los infantes de marina estadounidenses, quienes acostumbraban violar mujeres campesinas en los lugares que ocupaban.
El combate de "El Bramadero" (27 de febrero de 1928), donde las tropas de Sandino infligieron una terrible derrota a una patrulla de «machos» invasores, es memorable porque en la fase final del combate los sandinistas utilizaron los temibles machetes, herramientas de trabajo del campesino nicaragüense convertidas en eficaces armas blancas capaces de decapitar de un solo tajo a un hombre. A partir de ese momento los marines –quienes llamaban «bandidos o bandoleros» a los hombres de Sandino– empezaron a llamarlos «guerrilleros».

El combate duró 5 horas y media. Les avanzamos 400 rifles Lewis, 16 ametralladoras, 180 mulas, [...] 60 pistolas 45...
Sandino

Realizó diversas incursiones como el atacar y destruir la mina La Luz, propiedad del ex secretario de Estado estadounidense Knox. Las acciones de Sandino le fueron dando fama por todo el país y por los países de Hispanoamérica. Esa fama producía que muchos hombres llegaran dispuestos a integrarse en sus filas. A mediados de 1928 el intelectual francés Henri Barbusse le llamó «General de Hombres Libres».
Durante esta fase de la guerra Sandino contrajo matrimonio con Blanca Estela Aráuz Pineda, una confidente y estrecha colaboradora del EDSN como telegrafista desde San Rafael del Norte, Jinotega. De este matrimonio nacería, en 1932, la única hija de Sandino: Blanca Segovia, quien en 2017 aún seguía viva. Su madre falleció poco después de su nacimiento por complicaciones del parto.
A finales del mes de noviembre de 1928 el contralmirante D. F. Sallers le invitaba a abandonar la lucha y obtener así los consiguientes beneficios. La respuesta de Sandino no se hizo esperar:

La soberanía de un pueblo no se discute, sino que se defiende con las armas en la mano. La resistencia armada traerá los beneficios a que usted alude, exactamente como toda intromisión extranjera en nuestros asuntos trae la pérdida de la paz y provoca la ira del pueblo.
Sandino.

### La formación de la Guardia Nacional

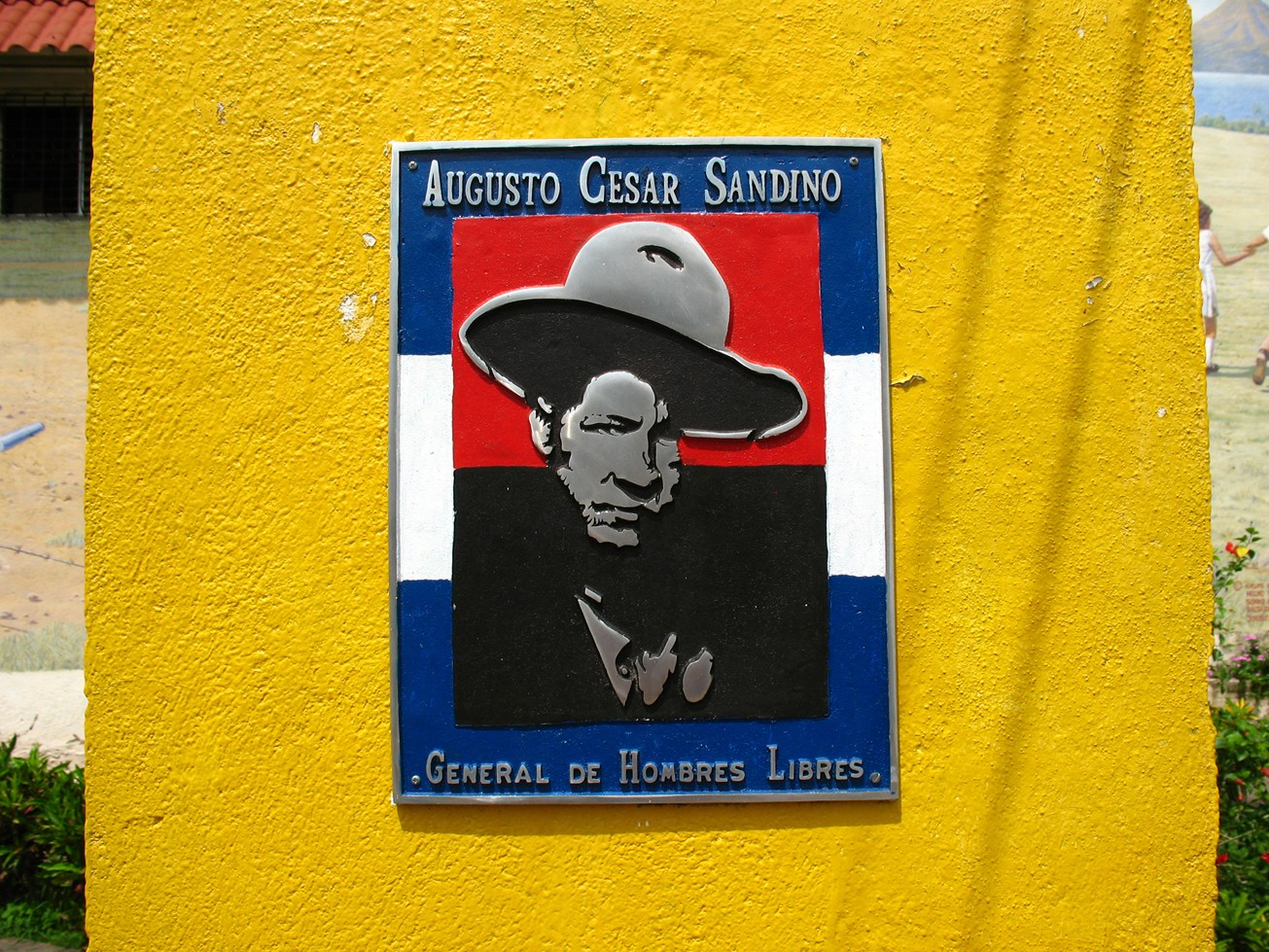
Placa con el busto de Sandino en el Mausoleo de los Héroes y Mártires de la ciudad de León.

Notando los oficiales estadounidenses que los marines no eran capaces de derrotar a los soldados de Sandino, decidieron emplear la táctica de enfrentar a nativos contra nativos. Por lo tanto, dieron comienzo a la conformación de un nuevo ejército nicaragüense, la llamada Guardia Nacional de Nicaragua, entrenado, equipado y financiado por EE. UU., y comandado por oficiales estadounidenses. Si bien esto significó un aumento considerable de las tropas que combatían a Sandino, no influyó en el curso de la guerra de forma significativa.
Lejos de ello, los sandinistas expandieron sus zonas de operaciones más allá de Las Segovias alcanzando zonas de Jinotega, Matagalpa, Chontales, Boaco, Chinandega, León, la Costa Caribe e incluso la capital de Managua, estuvieron dentro del radio de acción de las tropas de Sandino. Las propiedades de los estadounidenses eran destruidas en los numerosos ataques sandinistas (destino del que no se libraron las plantaciones de la United Fruit Company), y los colaboracionistas que eran capturados eran sumariamente ejecutados por considerarlos Sandino «traidores a la Patria».

### La retirada estadounidense
Finalmente llega al poder en EE. UU. el presidente Franklin D. Roosevelt. Obligado por problemas domésticos de mayor importancia (la Gran Depresión), proclama la «política de buena vecindad, lo que significaba la retirada de todas las fuerzas militares de EE. UU. de los países de la cuenca del Caribe, incluyendo Nicaragua. Sin embargo, conscientes de su derrota, ya desde hacía algún tiempo los marines preparaban su retirada: paulatinamente dejaron de participar en los combates, y no sólo entrenaban clases y soldados, sino también oficiales nativos.
En enero de 1933 las fuerzas estadounidenses oficialmente abandonaron el territorio nicaragüense, sin haber podido matar o capturar a su enemigo, y menos aún vencerlo.

### La paz
Una vez habiéndose retirado los estadounidenses, Sandino envía al nuevo presidente liberal, Juan Bautista Sacasa, una propuesta de paz, que es aceptada. El 2 de febrero de 1933 termina oficialmente la guerra; el ejército de Sandino, exceptuando a un grupo de protección de 100 hombres, es oficialmente desarmado. La Guardia Nacional, quien aún no es autoridad militar reconocida como tal en la Constitución, se hace cargo de la seguridad en todo el país, lo que provoca abusos contra sus antiguos enemigos (los sandinistas) al estar estos desarmados.

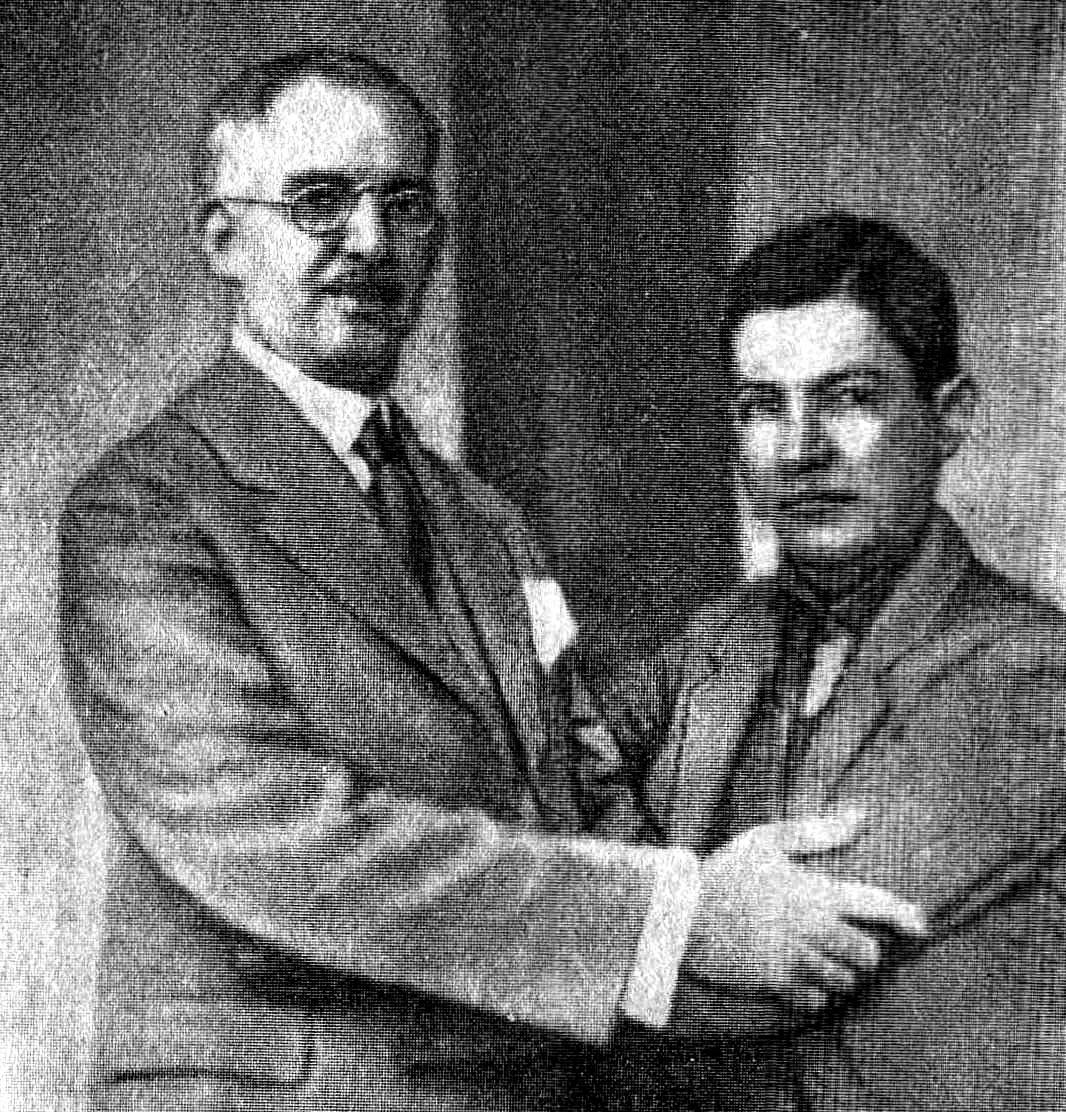
Juan Bautista Sacasa, presidente de Nicaragua, y el general Sandino en 1934

Sandino efectúa algunos viajes a Managua para hacer notar el incumplimiento de los acuerdos por parte de la Guardia Nacional. En esos tiempos cuando Anastasio Somoza García "Tacho" era el Jefe Director de la Guardia. Como curiosidad, había participado en la Guerra Constitucionalista del lado de los liberales.

## Muerte y legado

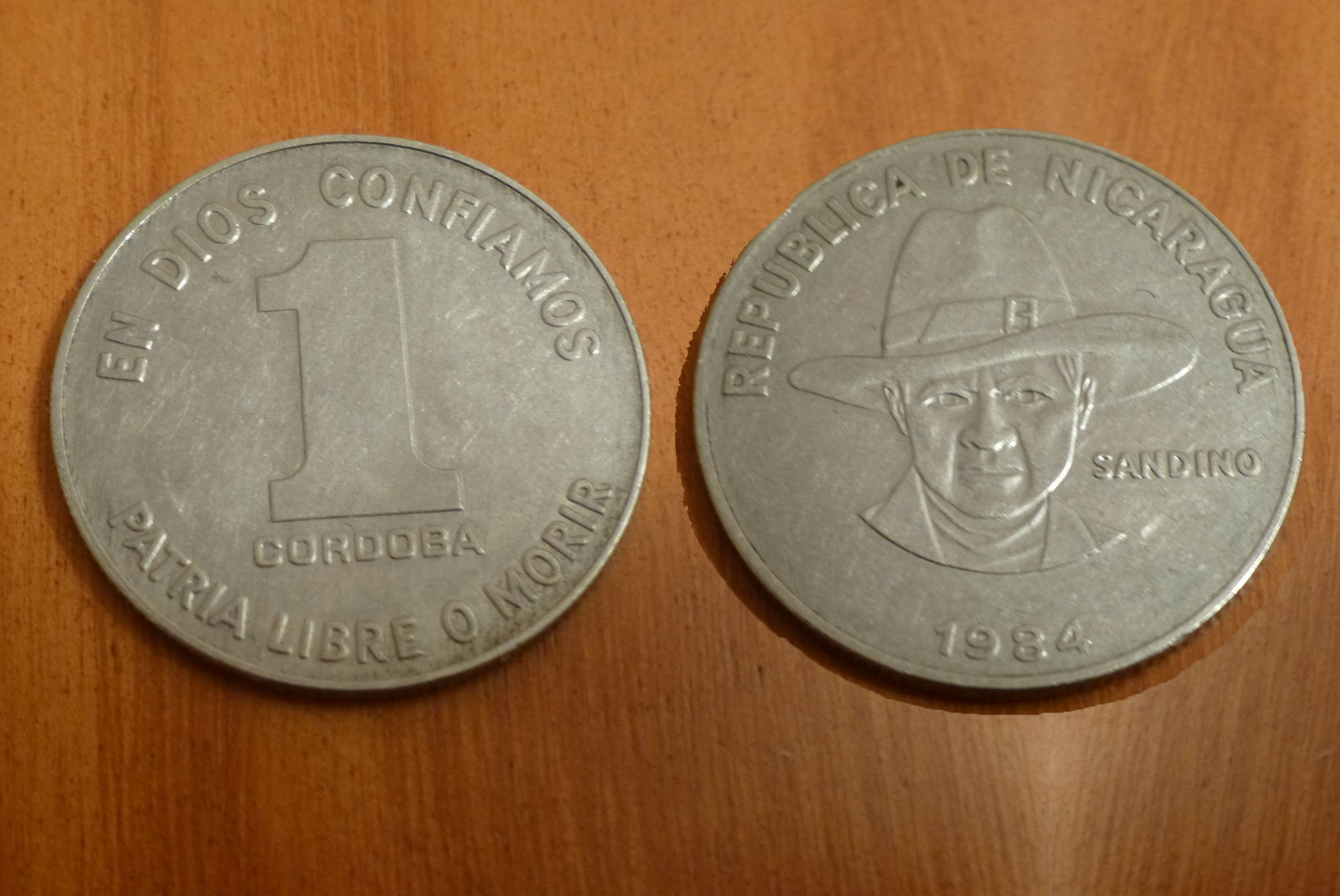
Sandino en la moneda de 1 córdoba.

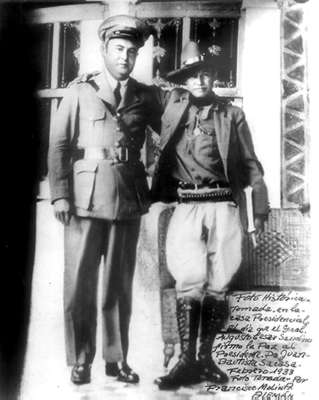
Somoza y Sandino en (1933).

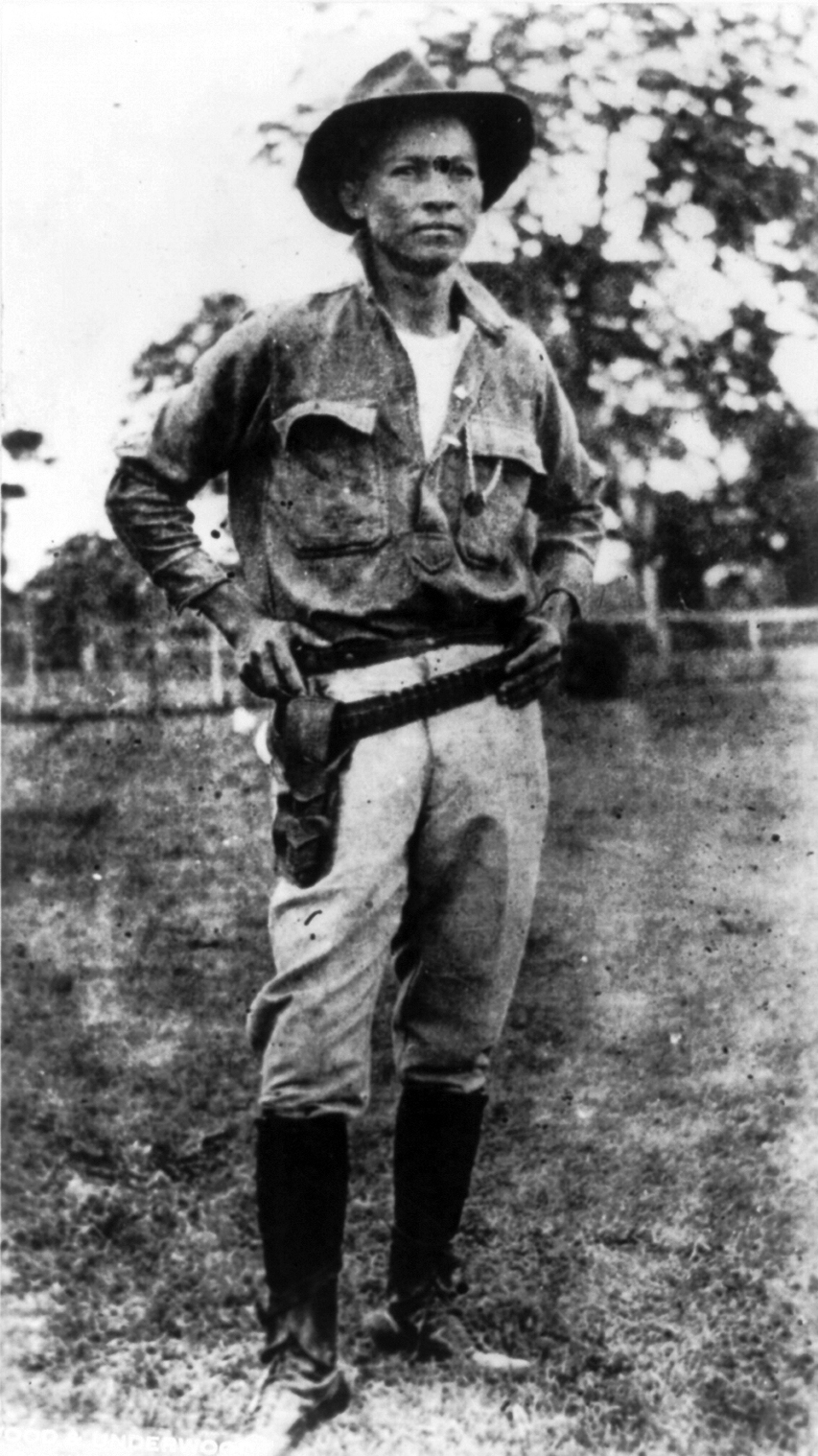
Augusto César Sandino (circa 1930)

Como jefe director de la Guardia Nacional, Somoza planeó el asesinato del general Sandino, firmando un documento con 14 miembros de la Guardia Nacional. 
En la noche del 21 de febrero de 1934, Sandino, en compañía de su padre, Gregorio Sandino, el escritor Sofonías Salvatierra (ministro de Agricultura de Sacasa) y sus lugartenientes generales Francisco Estrada y Juan Pablo Umanzor, acudían a una cena en La Loma invitados por el presidente Juan Bautista Sacasa –tío político de Somoza–. A la salida de dicho evento, el coche en el que viajaban fue detenido frente al cuartel y cárcel de El Hormiguero (ahora, frente a su costado este, se encuentra el Campo de Marte) por un grupo de soldados encabezados por el coronel Delgadillo, disfrazado de cabo de guardia. Los detenidos pidieron que llamaran a Somoza, pero les respondieron que no podían localizarlo. Por otro lado, la hija de Sacasa, habiendo presenciado la detención, le comunicó a su padre sobre la misma, y Sacasa se puso en contacto con la embajada de EE. UU. para intentar impedir el asesinato. Los guardias ingresaron en dicha prisión a don Gregorio Sandino (padre de Sandino) y a don Sofonías Salvatierra, mientras que Sandino y sus generales Francisco Estrada y Juan Pablo Umanzor, fueron conducidos a un predio baldío, conocido como La Calavera, en las afueras de la ciudad (hoy barrio Larreynaga). A las 11:00 p. m., delante de una fosa común previamente excavada y a la señal de Delgadillo, el batallón que custodiaba a los prisioneros abrió fuego, asesinando a los tres con fusiles Springfield 1903 estadounidenses, calibre 7.62 × 63 mm y subfusiles Thompson estadounidenses de 11.43 mm. Según testimonio de Salvatierra, al oír los disparos de un pelotón de fusilamiento, Gregorio Sandino dijo: "Ya los están matando. Siempre será verdad que el que se mete a redentor, muere crucificado."
Antes de enterrarlos, se llevaron los cadáveres para que Somoza los viera personalmente. Mientras, él se encontraba en un recital poético en el Campo de Marte, hecho por la poetisa peruana Zoila Rosa Cárdenas, que recitó poemas del nicaragüense Rubén Darío.
Esa misma noche, la Guardia Nacional asalta la casa de Don Sofonías Salvatierra (hoy todavía en pie), muriendo un niño y logrando escapar el coronel Santos López abriéndose paso a balazos y, posteriormente, huyendo hacia Honduras. El cadáver de este niño, así como los de los tres generales del EDSN (incluyendo a Sandino), y el del hermano de este último, Sócrates Sandino, muerto en un enfrentamiento con efectivos de la Guardia Nacional, fueron enterrados en la fosa antes mencionada.
Al día siguiente (22 de febrero de 1934) la Guardia Nacional destruyó la cooperativa que Sandino había establecido en el poblado de Wiwilí, matando o haciendo prisioneros a sus integrantes.
Dos años después, Anastasio Somoza García (quien llegó a afirmar que recibió las órdenes del asesinato de Sandino del embajador estadounidense Arthur Bliss Lane) se haría con el poder del país, derrocando para ello al presidente Sacasa, quien era su tío político.
En 1944, diez años después del asesinato de Sandino, los restos que habían sido enterrados en la fosa de La Calavera fueron exhumados y llevados cerca del costado sur de la laguna de Tiscapa para ser quemados, tirando luego sus cenizas al lago Xolotlán. Esto ocurrió debido a las protestas estudiantiles de la Universidad Central de Managua que sucedieron ese año, contra la reelección de Somoza a la presidencia.

## Su legado
Sin duda que la gesta libertaria y el legado de Sandino suscitó la admiración de muchos intelectuales contemporáneos y posteriores, tanto en Hispanoamérica como en el resto del mundo. Particularmente en Hispanoamérica en donde su figura se erige como ejemplo inclaudicable de la lucha por la independencia y autodeterminación de los pueblos.

## Ideología

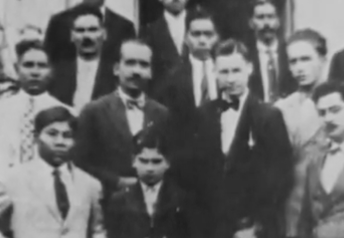
Farabundo Martí, coronel efectivo del Ejército Defensor de la Soberanía Nacional de Nicaragua junto con Sandino. Según Farabundo <<debido que En ese tiempo yo ya era comunista y comprendí que Sandino ni entonces, ni después sería comunista>>. Palabras de Martí sobre su separación del líder nicaragüense Augusto César Sandino, debido a que este no pretendía hacer política su lucha contra la intervención estadounidense en su país.

Sandino fue sobre todo un antimperialista y un luchador por la Soberanía de su país, y por la justicia social. Estuvo vinculado a movimientos y líderes latinoamericanos revolucionarios y de izquierda; con gran influencia de la Revolución Mexicana, de carácter agrarista y nacionalista, etc. Se relacionó fraternalmente con el reconocido comunista salvadoreño Farabundo Martí, y con sus contactos con otros movimientos y partidos del continente. Sin embargo, también expresó diferencias ideológicas con Farabundo Martí.
Tuvo gran influencia del liberalismo,[cita requerida] pero no en el sentido librecambista y oligárquico, sino en el sentido del liberalismo político progresista de finales del siglo XIX, de raíces populares, antioligárquicas y democráticas, y que evolucionó hacia las primeras formas de Socialismo autogestionario y cooperativista. Este fenómeno se replicó en toda América Latina con Martí y Maceo en Cuba, Hostos y Betances en Puerto Rico, los hermanos Flores Magón en México cuyo Partido Liberal Mexicano (PLM) además de jugar un importante papel revolucionario en las ciudades, terminó declarándose anarco-comunista; décadas después con los liberales de Colombia tendrían un proceso similar, sobre todo a partir del llamado "Bogotazo" y del vil asesinato de su líder liberal y de izquierdas, Jorge Eliécer Gaitán (1948). Es decir, asumirse como liberal y democrático era generalmente progresista a finales del siglo XIX y comienzos del siglo XX en América Latina, y de estas posiciones políticas muchos evolucionaron hasta posiciones más radicales y socialistas, en cuestión de décadas. Así mismo, del nacionalismo local se evolucionó a un nacionalismo antimperialista, término acuñado por el especialista Dr. Rafael Cuevas, en su trabajo: "Sandino y la Intelectualidad costarricense: Nacionalismo antimperialista en Nicaragua y Costa Rica"; Se evoluciona del discurso de la llamada "Patria del Criollo" (Severo Martínez) a la defensa de la Patria Grande. "Nuestra América" le dice Martí, al Latinoamericanismo, y desde luego al socialismo como forma anticapitalista del antimperialismo. 
Sandino en su momento se destacó como uno de los generales de la revolución constitucionalista de 1925 en Nicaragua, que fue de carácter progresista y liberal (no confundir con neoliberal), y posteriormente inicia su gesta continental en contra de la ocupación estadounidense en Nicaragua. Gesta con la cual se solidarizaron los más célebres intelectuales de América Latina, como la chilena Gabriela Mistral, el hondureño Froylán Turcios, la educadora dominicana Ercilia Pepín quien le envió a Sandino una bandera de Nicaragua bordada por las niñas de su escuela.
Somoza García gobernó de manera dictatorial durante 22 años, con breves períodos en los que imponía un presidente títere y contando siempre con el respaldo de EE. UU. Esto le permitió acumular una enorme fortuna y gracias al crecimiento de la economía global posterior a la Segunda Guerra Mundial (en la que llegó a declarar la guerra a la Alemania nazi) le fue posible dar un gran impulso a las actividades agro-exportadoras, que beneficiaron a los grandes productores del país y no a las clases populares.
Anastasio Somoza García fue baleado en un acto público el 21 de septiembre de 1956 por el joven poeta Rigoberto López Pérez. Al frente del país quedaron, sin embargo, sus hijos Luis Somoza Debayle como presidente, y Anastasio Somoza Debayle como jefe director de la Guardia Nacional. Ambos continuaron las directrices políticas de su padre, si bien es cierto que Luis permitió una mayor apertura política.
En este contexto, el hombre que huyó de la casa de Salvatierra, Santos López, así como Carlos Fonseca Amador, entre otros, fundaron en 1961 el Frente Sandinista de Liberación Nacional como un movimiento de oposición armada a la dictadura de los Somoza y sus allegados, logrando en 1979 derrocar al hijo menor de Somoza García (Anastasio Somoza Debayle), "Tachito", dando lugar a la Revolución Nicaragüense y gobernaron Nicaragua hasta 1990 y nuevamente a partir del 10 de enero de 2007, aunque esta vez por medio de un proceso electoral. En ambos períodos de gobierno el presidente ha sido Daniel Ortega.